# Budafok
Budafok är en före detta självständig stad, numera förort till Budapest på Donaus västra strand, Ungern.
Staden var tidigare känd för sin vinodling, i området finns kalkstensbranter, och flera statliga vinkällare byggdes inhuggna i kalkstenen. Även flera bostäder har byggts inhuggna i branten.

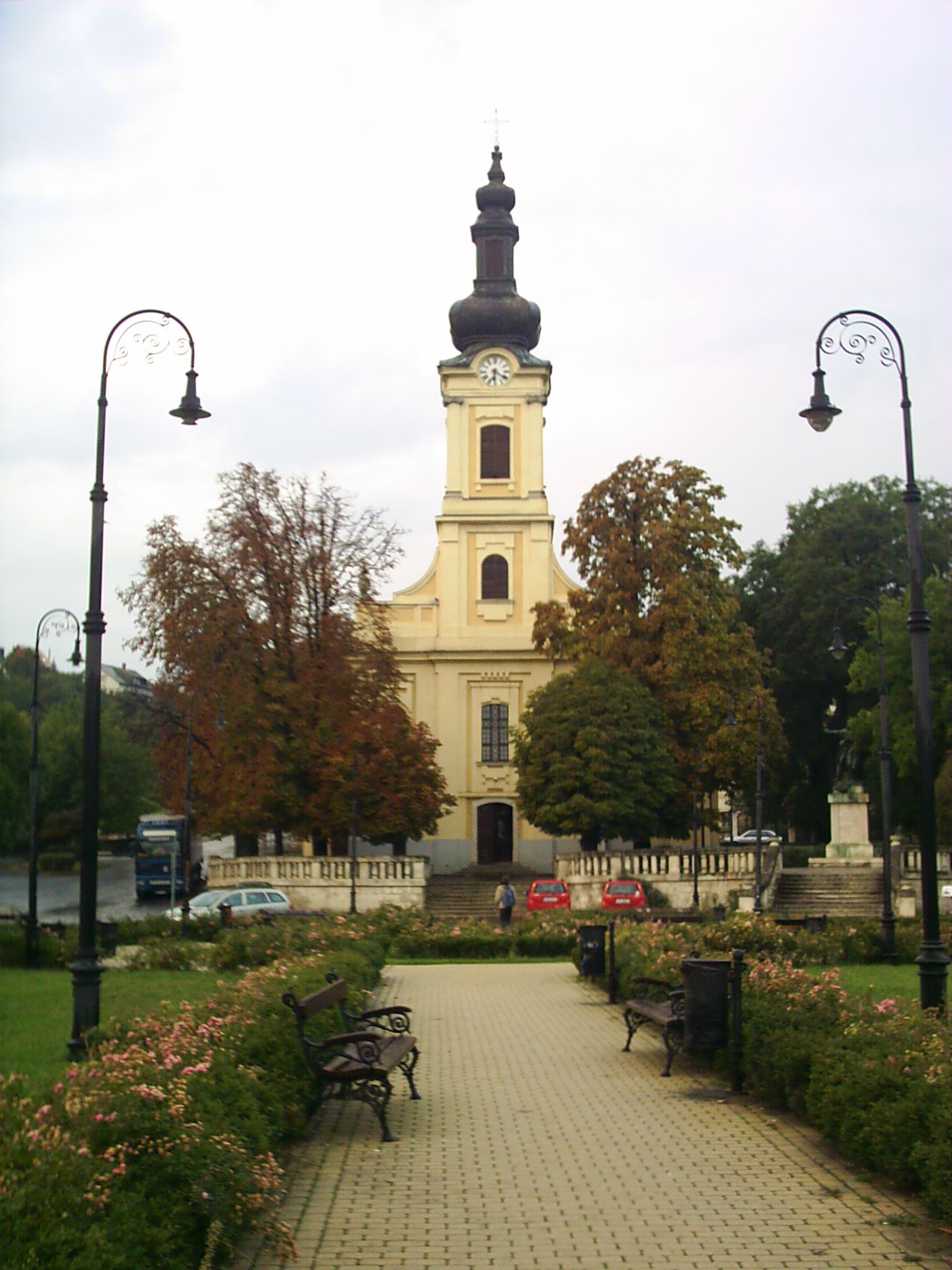
Budafok

## Galleri

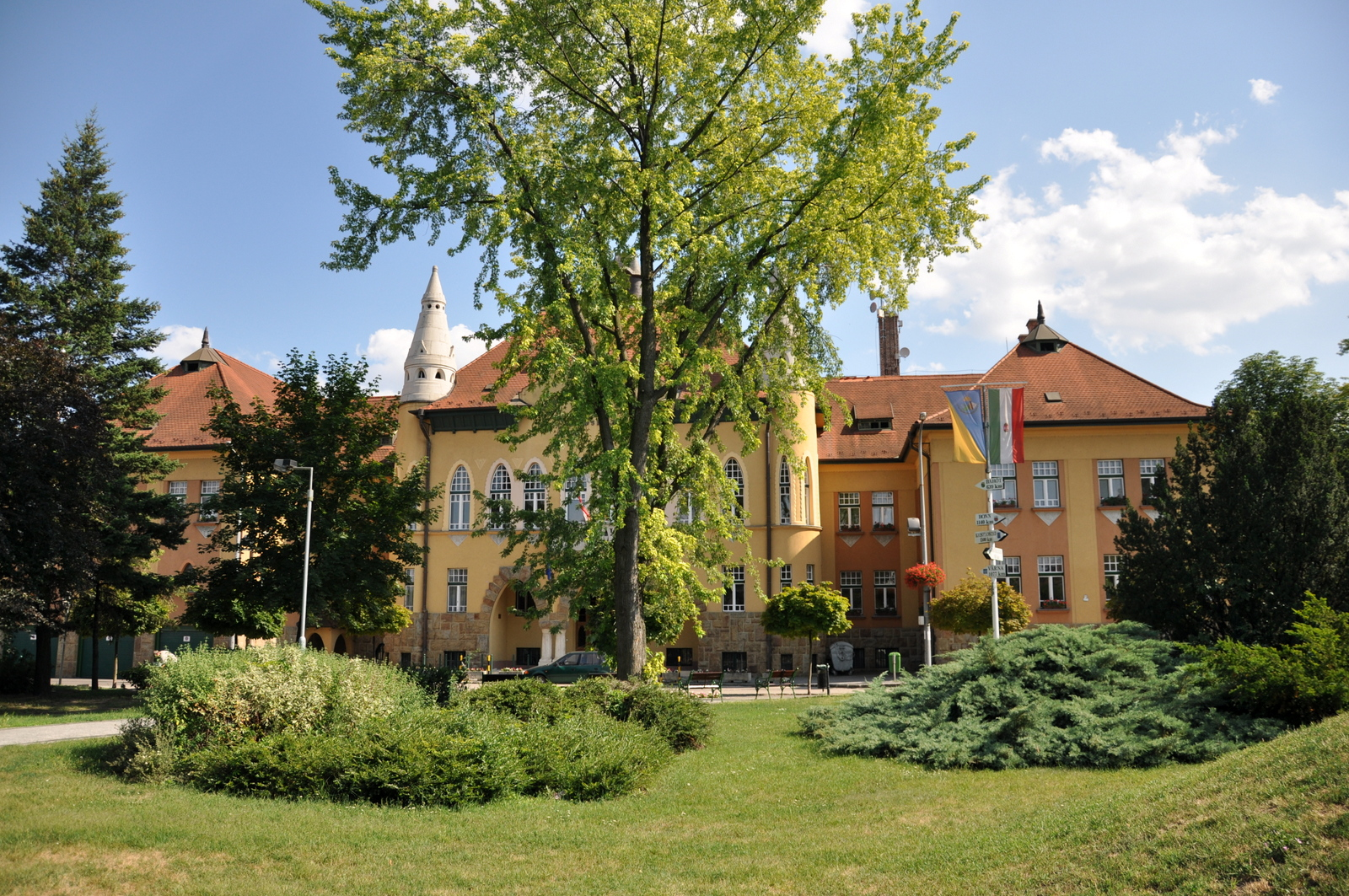
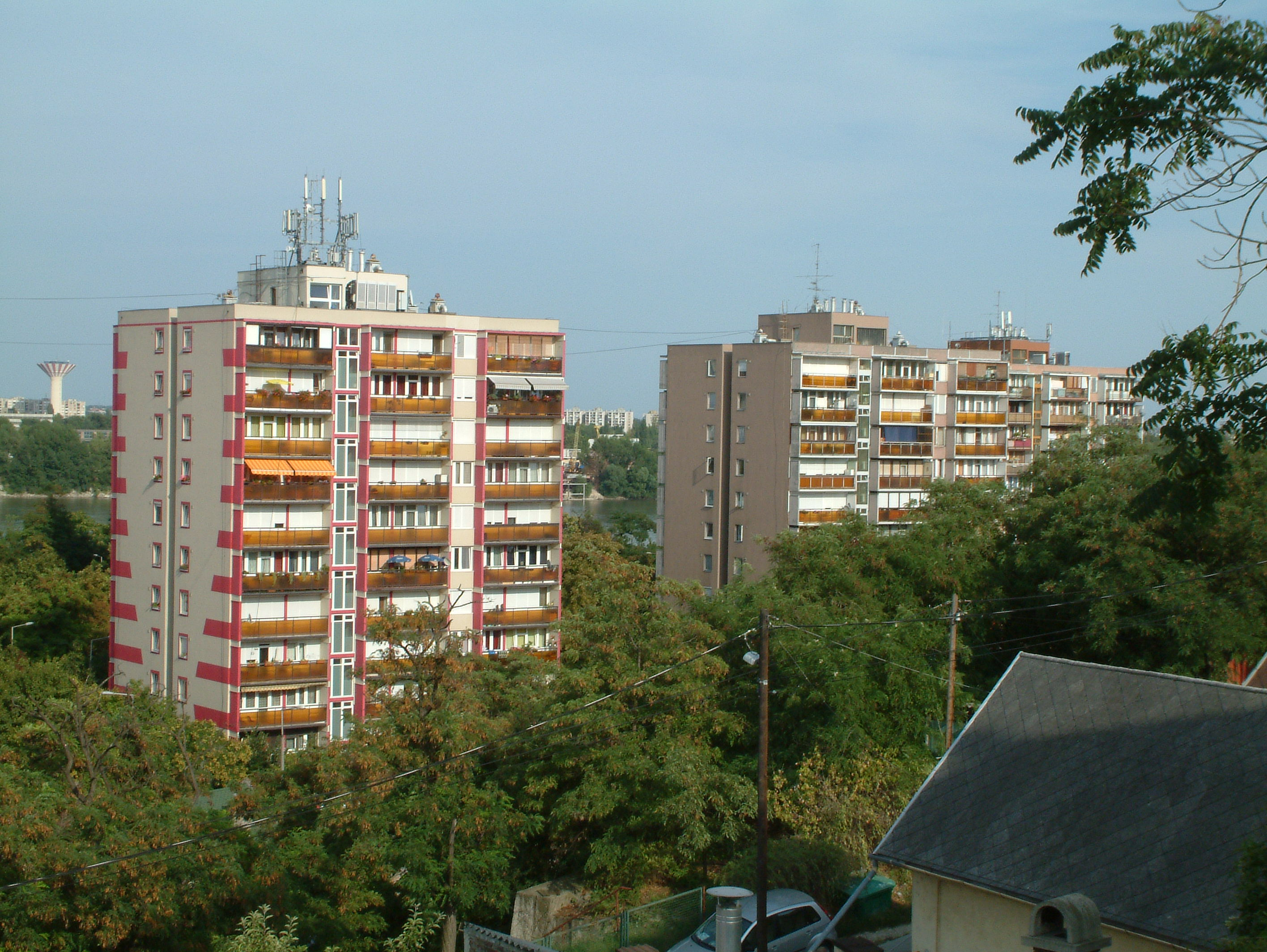
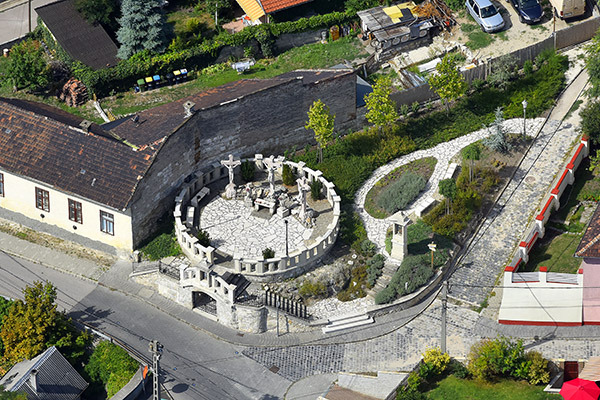
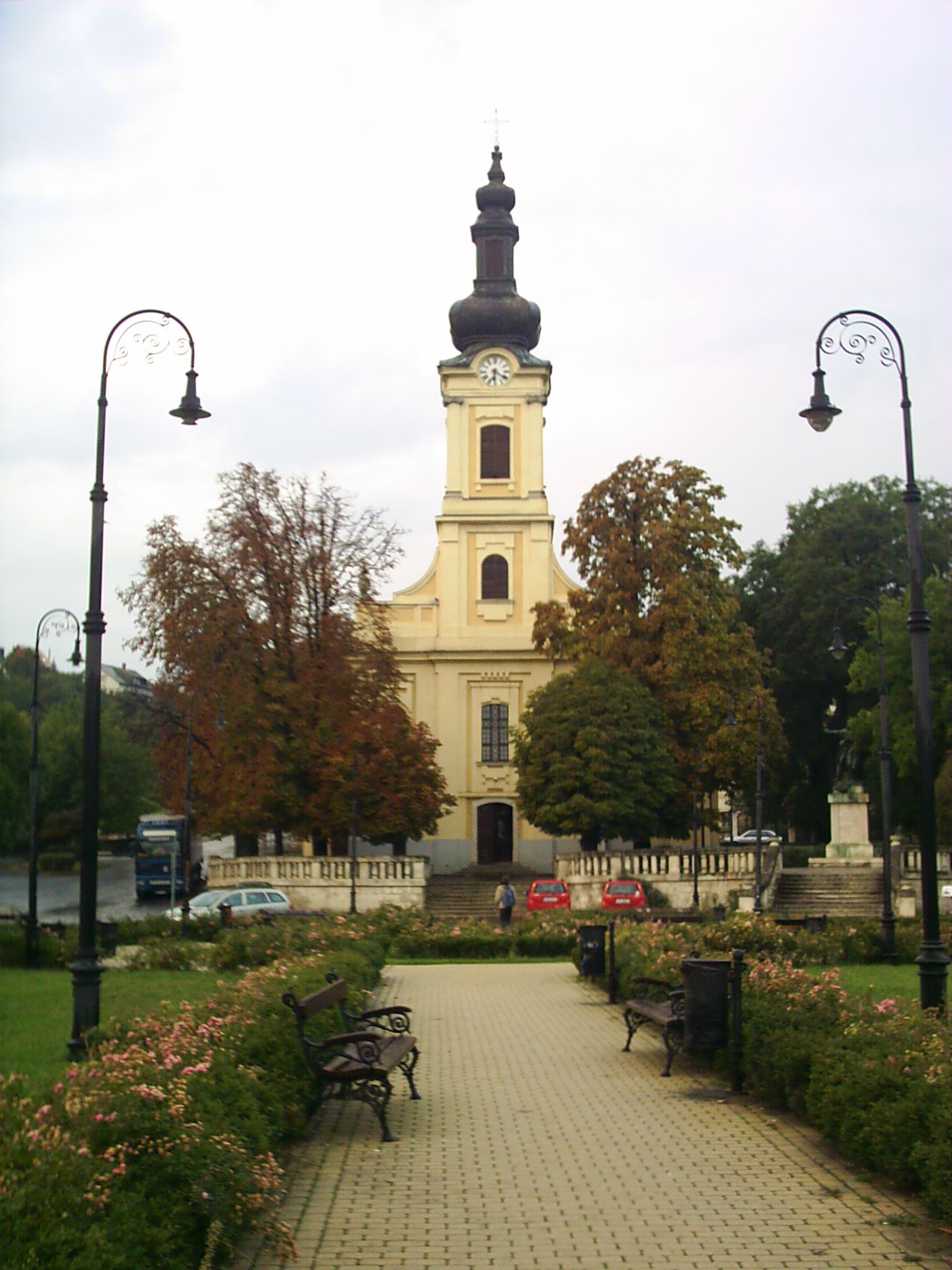